# Sylvia Beach

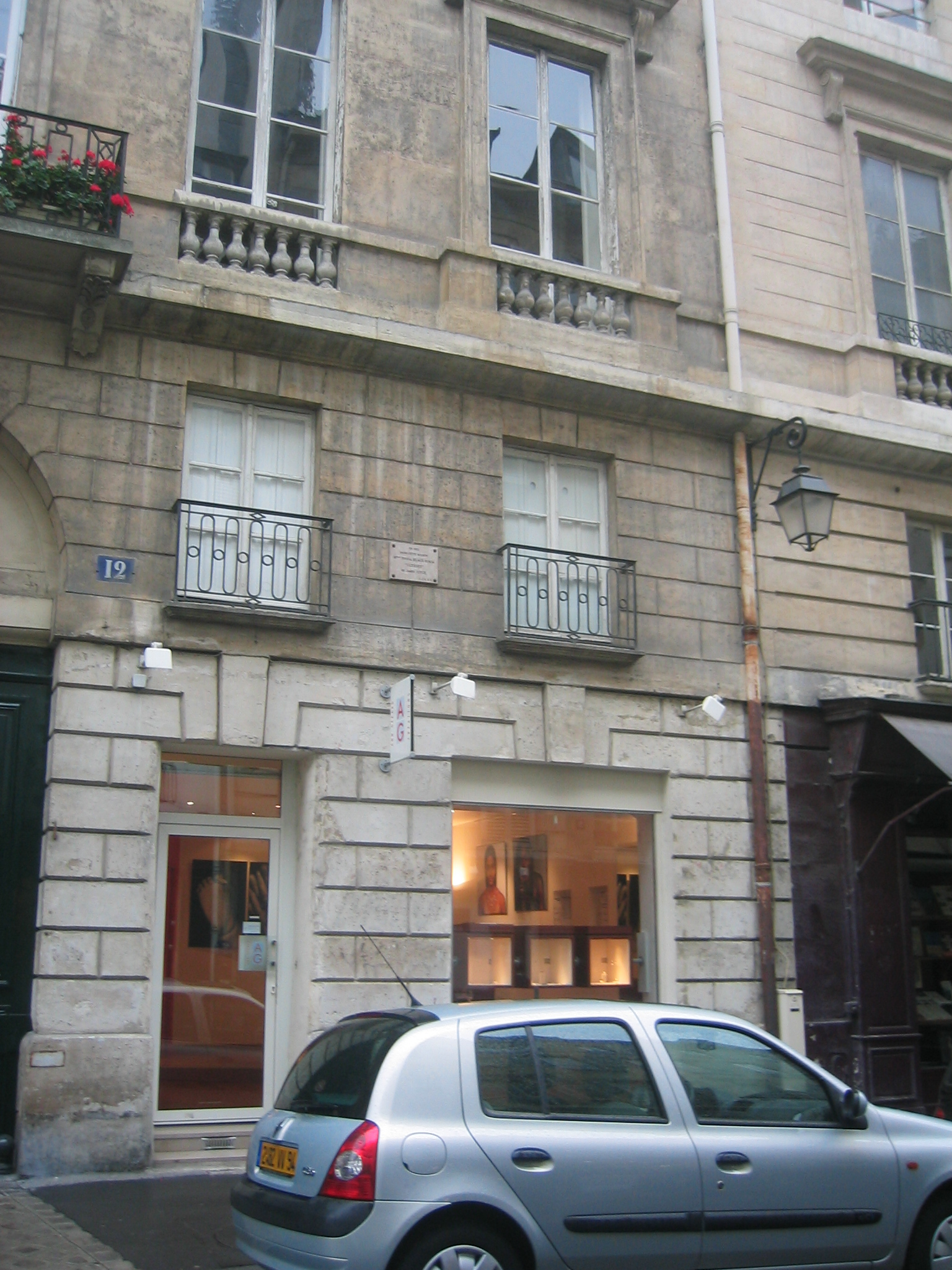
Pierwsza siedziba, nieistniejącej obecnie, księgarni Shakespeare and Company, w Paryżu, przy 12 Rue de l'Odéon.

Sylvia Beach (ur. 14 marca 1887 w Baltimore, zm. 5 października 1962 w Paryżu), urodzona jako Nancy Woodbridge Beach – amerykańska wydawczyni i właścicielka księgarni z amerykańską literaturą w Paryżu, Shakespeare and Company. W okresie międzywojennym, księgarnia (która pełniła również funkcję prywatnej wypożyczalni książek), była popularnym w środowiskach literackich, miejscem spotkań.
W lipcu 1920 roku Beach spotkała irlandzkiego pisarza Jamesa Joyce’a. Wkrótce potem Joyce dołączył do jej wypożyczalni. Joyce, który bezskutecznie próbował opublikować rękopis swojej książki Ulisses, zaproponował Beach jej wydanie. Książkę wydano w 1922 r. w ilości 1000 numerowanych egzemplarzy. Nie była ona jednak dostępna w ogólnej sprzedaży – Beach postanowiła sprzedawać ją na zasadzie przedpłaty i tylko we własnej księgarni. Mimo popularności jaką przyniosła publikacja tej książki, zarówno Beach, jak i jej księgarni – nie była ona publikacją zyskowną.
Po zajęciu Paryża przez Wehrmacht w 1940 r., Sylvia Beach postanowiła nie wracać do Stanów Zjednoczonych. Księgarnia była otwarta, aż do 1941 r., kiedy Beach była zmuszona była ją zamknąć.
W 1956 roku napisała książkę pt. Shakespeare and Company, zawierającą wspomnienia z paryskiego życia kulturalnego okresu międzywojennego. Książka zawiera obserwacje z pierwszej ręki na temat takich osobistości, jak James Joyce, D.H. Lawrence, Ernest Hemingway, Morley Callaghan, Ezra Pound, T.S. Eliot, Valery Larbaud, Thornton Wilder, André Gide, Léon-Paul Fargue, George Antheil, Robert McAlmon, Gertruda Stein, Stephen Benét, Aleister Crowley, John Quinn, Berenice Abbott, Man Ray, oraz wielu innych.